# Мелісса Ройч
Мелі́сса Ройч (англ. Melissa Ivy Rauch, нар. 23 червня 1980 у Мальборо, Нью-Джерсі, США) — акторка, відома завдяки ролі Бернадетт Ростенковскі у телесеріалі «Теорія великого вибуху».

## Біографія
Народилася у Мальборо, Нью-Джерсі, США, випускниця Мерімаунт Коледж Манхеттен (англ. Marymount Manhattan College) за спеціальністю «Акторська справа».

## Кар'єра
У період навчання Мелісса була відомою комедійної акторкою в Мангеттені. Виступала із шоу «Міс Освіта Дженні Буш» (англ. The Miss Education of Jenna Bush) у Нью-Йорку, в якому грала роль доньки колишнього президента США.
У 2009 році Мелісса з'явилася у ситкомі «Теорія великого вибуху», у котрому вона зіграла роль Бернадетт Ростенковскі, подруги Говарда Воловітца. З початку четвертого сезону серіалу (2010 рік), стала з'являтися регулярно.
Мелісса Ройч була учасницею телешоу Best Week Ever на телеканалі VH1. Крім того, Мелісса взяла участь у американському римейці австралійського телешоу Kath & Kim. Також з'являлась у проектах Офіс, Wright v Wrong, Dirty Sexy Money, Реальна кров і у фільмі «Люблю тебе, чувак».
В даний час Мелісса знімається у комедійному шоу «The Realest Real Housewives» разом з такими акторами, як Casey Wilson, June Diane Raphael, Jessica St. Clair і Danielle Schneider. Шоу виходить раз в місяць у театрі імпровізацій «Upright Citizens Brigade Theater» з січня 2011.